# Alur Lhok (Darul Aman)
Alur Lhok is een bestuurslaag in het regentschap Aceh Timur van de provincie Atjeh, Indonesië. Alur Lhok telt 473 inwoners (volkstelling 2010).